# 619年
| 千纪： | 1千纪 |
| 世纪： | 6世纪 \| 7世纪 \| 8世纪 |
| 年代： | 580年代 \| 590年代 \| 600年代 \| 610年代 \| 620年代 \| 630年代 \| 640年代 |
| 年份： | 614年 \| 615年 \| 616年 \| 617年 \| 618年 \| 619年 \| 620年 \| 621年 \| 622年 \| 623年 \| 624年 |
| 纪年： | 己卯年（兔年）；高昌义和六年；朱粲昌達五年；林士弘太平三年；窦建德五凤二年；刘武周天兴三年；梁師都永隆二年；唐武德二年；杨侗皇泰二年；宇文化及天壽二年；李轨安乐三年；高开道始兴二年；王世充开明元年；沈法兴延康元年；李子通明政元年；新罗建福三十六年 |

## 大事记
- 秦瓊、程知節、吳黑闥、牛進達等人一起投唐，被唐高祖李淵分配到秦王李世民帳下。
- 因受竇建德與高開道壓迫，羅藝奉表歸降唐朝，封燕王，賜姓李，豫屬籍。
- 杜伏威歸順唐朝。
- 三月，吳興郡守沈法興攻克毗陵（今江蘇常州），自稱梁王，建都毗陵，改元延康。
- 3月6日——唐朝公布租庸調法，規定每丁納“租二石、絹二丈、綿三兩”。。
- 李子通自稱皇帝，建國號吳，年號明政。
- 5月23日——王世充廢皇帝楊侗，將楊侗囚於含涼殿。
- 5月25日——王世充自立為帝，國號鄭國，年號開明，統治地區為今河南省北部，楊侗改封潞國公。
- 五月，裴仁基、裴行儼父子密謀行刺王世充事情敗露，王世充殺死裴仁基父子。
- 五月，唐高祖派安兴贵勸李軌降唐，安興貴勸李軌降唐無效，遂與其弟戶部尚書安修仁密謀發動兵變，李軌被俘。
- 六月，王世充派侄子王仁則和家僕梁百年弒楊侗
- 朱粲投降李淵，李淵派遣假散騎常侍段確迎接，他在席中侮辱朱粲，朱粲將他烹殺後改投王世充。
- 竇建德擒殺宇文化及於山東聊城（今山東聊城東北），定朝儀、制律令、興文教，領有黃河以北大部分地區。
- 十月，秦王李世民請命討伐北方割據勢力劉武周、宋金剛，柏壁之戰爆發。
- 東突厥汗國始畢可汗逝世，其弟處羅可汗繼位。
- 薩珊王朝 沙赫爾巴拉茲在一年的圍城戰後攻陷拜占庭埃及的首府亞歷山卓，隨後沿尼羅河向南進軍。

## 各国领袖

### 非洲
- 阿克苏姆帝国 - Armah, 国王 (614–660)

### 美洲
- 玛雅 - 巴加尔二世, 帕伦克君主 (615–683)

### 亚洲
- 中国 -
  - 隋朝 - 杨侗, 中国皇帝 (618–619)
  - 主要割据势力：朱粲(楚帝615–619)，林士弘(楚帝616–622)，刘武周(定杨可汗617–620)，梁师都(梁帝617–628)，萧铣(梁帝617–621)，宇文化及(许帝618–619)，窦建德(夏王618–621)，李轨(凉帝618–619)，高开道(燕王618–624)，王世充(郑帝619–621)，沈法兴(梁王619–620)，李子通(吴帝619–621)
  - 唐朝 - 唐高祖 (李渊), 中国皇帝 (618–626)
- 突厥
  - 东突厥 - 
    1. 始毕可汗 (609–619)
    2. 处罗可汗 (619–621)

  - 西突厥 - 统叶护可汗 (618–630)
- 高昌 - 高昌义和王, 高昌王 (613–620)
- 吐谷浑 - 伏允, 可汗 (597–635)
- 日本 (飞鸟时代) - 推古天皇, 日本天皇 (593–628)
- 朝鲜半岛 (朝鲜三国) -
  - 百济 - 武王, 百济王 (600–641)
  - 高句丽 - 荣留王, 高句丽王 (618–642)
  - 新罗 - 真平王, 新罗王 (579–632)
- 北印度 - 戒日王 (606–648)
- 遮娄其王朝 - 補羅稽舍二世（英语：Pulakesi II）, 遮娄其王朝君主 (609–642)

### 中东
- 波斯 - 霍斯劳二世, 波斯皇帝 (590–628)

### 欧洲
- 阿瓦尔 -
  - 库勃拉特（英语：Kubrat）, 阿瓦尔可汗 (617–665)
  - 欧嘉纳（英语：Organa）, 摄政 (617–630)
- 拜占庭帝国 - 希拉克略 (610–641)
- 法兰克王国 - 克洛塔爾二世, 法兰克墨洛温王朝国王 (613–629)
- 伦巴底王国 - 阿达罗尔德 (616–626)
- 英格兰 (七国时代) - 东盎格利亚, 不列颠的统治者（Bretwalda）
  - 东盎格利亚 - 雷德沃尔德 (593–624)
  - 埃塞克斯王国 - 西吉伯特一世（英语：Sigeberht I of Essex） (617–653)
  - 肯特王国 - 伊德鲍尔德（英语：Eadbald of Kent） (616–640)
  - 默西亚王国 -
  - 诺森布里亚 - 埃德温 (诺森布里亚), 诺森布里亚王(616–632)
  - 萨塞克斯王国 -
  - 韦塞克斯 - 西内吉尔斯, 韦塞克斯王 (611–643)
- 苏格兰
  - 达尔里阿达 - Eochaid Buide奥凯德, 达尔里阿达（Dál Riata）王 (608–629)
  - 斯特拉斯克莱德王国 - 内索恩（英语：Neithon of Strathclyde） (617–621)
- 西哥特王国 - - 希瑟布特（英语：Sisebur）(612–621)
- 威尔士 -
  - 格威尼德王国 - Cadfan ap Iago (613-c.625)

## 逝世
- 宇文化及，隋末唐初自立为帝。
- 宇文智及，宇文化及之弟。
- 1月20日——王伯當，隋末民變的起義領袖，瓦崗軍名將。
- 1月20日——李密，隋末民變的起義領袖，瓦崗軍名將。
- 五月，李軌，隋朝末年甘肅河西割據勢力。
- 五月，裴仁基，密謀行刺王世充並立楊侗，事跡洩漏與子俱死洛陽。
- 五月，裴行儼，隋將裴仁基之子。
- 六月，楊侗，隋朝宗室。隋煬帝孫，元德太子楊昭次子，諡為皇泰主。
- 9月14日——楊侑，隋煬帝長子元德太子楊昭的第三子，諡為隋恭帝。
- 10月18日——劉文靜，唐高祖時宰相，晉陽起兵三大功臣之一。
- 始畢可汗，東突厥汗國可汗，啟民可汗之子。
- 海迪徹，穆罕默德第一任妻子。